# Anatoli Polivoda
Anatoliy Ivanovych Polyvoda (cirílico:Анатолій Іванович Поливода) (Ienakiieve, 29 de maio de 1947 – 21 de janeiro de 2024) foi um basquetebolista ucraniano que integrou a seleção soviética que conquistou a histórica medalha de ouro disputada nos XX Jogos Olímpicos de Verão realizados em Munique em 1972. Conquistou também a medalha de bronze nos XIX Jogos Olímpicos de Verão realizados na Cidade do México em 1968.

## Morte
Polivoda morreu no dia 22 de janeiro de 2024, aos 76 anos.